# Roberto Molina (calciatore)
Roberto Molina Montano (Sonsonate, 28 gennaio 2001) è un calciatore salvadoregno, attaccante dell'Orange County.

## Carriera

### Club
Il 5 aprile 2021 viene acquistato dal Las Vegas Lights, formazione militante nell'USL Championship.

### Nazionale
Il 21 luglio 2021 ha esordito con la nazionale salvadoregna giocando l'amichevole terminata 0-0 contro la Costa Rica.

## Statistiche

### Presenze e reti nei club
Statistiche aggiornate all'8 giugno 2022.
| Stagione        | Squadra          | Campionato      | Campionato | Campionato | Coppe nazionali | Coppe nazionali | Coppe nazionali | Coppe continentali | Coppe continentali | Coppe continentali | Altre coppe | Altre coppe | Altre coppe | Totale | Totale |
| Stagione        | Squadra          | Comp            | Pres       | Reti       | Comp            | Pres            | Reti            | Comp               | Pres               | Reti               | Comp        | Pres        | Reti        | Pres   | Reti   |
| --------------- | ---------------- | --------------- | ---------- | ---------- | --------------- | --------------- | --------------- | ------------------ | ------------------ | ------------------ | ----------- | ----------- | ----------- | ------ | ------ |
| 2021            | Las Vegas Lights | USLC            | 30         | 2          |                 | -               | -               |                    | -                  | -                  |             | -           | -           | 30     | 2      |
| 2022            | Las Vegas Lights | USLC            | 11         | 1          | USOC            | 1               | 0               |                    | -                  | -                  |             | -           | -           | 12     | 1      |
| Totale carriera | Totale carriera  | Totale carriera | 41         | 3          |                 | 1               | 0               |                    | -                  | -                  |             | -           | -           | 42     | 3      |

### Cronologia presenze e reti in nazionale
| Cronologia completa delle presenze e delle reti in nazionale ― El Salvador | Cronologia completa delle presenze e delle reti in nazionale ― El Salvador | Cronologia completa delle presenze e delle reti in nazionale ― El Salvador | Cronologia completa delle presenze e delle reti in nazionale ― El Salvador | Cronologia completa delle presenze e delle reti in nazionale ― El Salvador | Cronologia completa delle presenze e delle reti in nazionale ― El Salvador | Cronologia completa delle presenze e delle reti in nazionale ― El Salvador | Cronologia completa delle presenze e delle reti in nazionale ― El Salvador |
| Data                                                                       | Città                                                                      | In casa                                                                    | Risultato                                                                  | Ospiti                                                                     | Competizione                                                               | Reti                                                                       | Note                                                                       |
| -------------------------------------------------------------------------- | -------------------------------------------------------------------------- | -------------------------------------------------------------------------- | -------------------------------------------------------------------------- | -------------------------------------------------------------------------- | -------------------------------------------------------------------------- | -------------------------------------------------------------------------- | -------------------------------------------------------------------------- |
| 21-8-2021                                                                  | Carson                                                                     | El Salvador                                                                | 0 – 0                                                                      | Costa Rica                                                                 | Amichevole                                                                 | -                                                                          | 71’                                                                        |
| 24-9-2021                                                                  | Washington                                                                 | El Salvador                                                                | 0 – 2                                                                      | Guatemala                                                                  | Amichevole                                                                 | -                                                                          | 57’                                                                        |
| 4-12-2021                                                                  | Houston                                                                    | El Salvador                                                                | 1 – 1                                                                      | Ecuador                                                                    | Amichevole                                                                 | -                                                                          | 71’                                                                        |
| 11-12-2021                                                                 | Los Angeles                                                                | El Salvador                                                                | 0 – 1                                                                      | Cile                                                                       | Amichevole                                                                 | -                                                                          | 84’                                                                        |
| 7-6-2022                                                                   | Saint George's                                                             | Grenada                                                                    | 2 – 2                                                                      | El Salvador                                                                | CONCACAF Nations League 2022-2023 - Fase a gironi                          | -                                                                          | 58’                                                                        |
| 14-6-2022                                                                  | San Salvador                                                               | El Salvador                                                                | 1 – 1                                                                      | Stati Uniti                                                                | CONCACAF Nations League 2022-2023 - Fase a gironi                          | -                                                                          | 61’                                                                        |
| Totale                                                                     |                                                                            | Presenze                                                                   | 6                                                                          |                                                                            | Reti                                                                       | 0                                                                          |                                                                            |